# 게이츠 (건담 시리즈)
게이츠(영어: GuAIZ, 일본어: ゲイツ)는 TV 애니메이션 《기동전사 건담 SEED》 시리즈에 등장하는 모빌 슈트(MS)로 분류되는 가공의 유인 조종식 인간형 로봇 병기이다.

## 제작 에피소드
게이츠의 메카닉 디자인은 오오카와라 쿠니오가 담당하였다. 원안은 2003년에 개최한 공모전 〈기동전사 건담 SEED 메카 콘테스트〉에서 최우수 작품으로 선정된 "아라우쿠네"를 기본으로 하여, 이를 오오카와라 쿠니오가 수정해 애니메이션용의 화고가 제작되었다. 공모 단계에서는 자프트가 블리츠 건담의 기술을 피드백해, 진을 발전시킨 기체였다.

## 같이 보기
- 건담 시리즈의 병기 목록
- 기동전사 건담 SEED